# Індустріальні субкультури
Індустріальні субкультури (від лат. industria — діяльність або промисловість) — це субкультури, що сформувалися під впливом мистецької течії Дадаїзм, що у своєму світогляді надають сильну увагу місту, заводу, техніці.

## Основа
Із розвитком міста та промисловості у ньому, серед великої кількості молоді, місто, завод та технології набували міфологізованого значення, перетворюючись у елемент вивчення, що призвело до того, що їх часто називають урбаніськими субкультурами. Із появою інтернету, що дав можливість ділитися інформацією, легше знаходити місця та інформацію про них, а найголовніше — знаходити однодумців, процес розвитку та розширення цих субкультур став ще активнішим.
Сильним поштовхом до розвитку та створення деяких індустріальних субкультур став жанр музики Індустріал-метал.

## Список індустріальних субкультур
Сталкерство —  дослідження різних закинутих об'єктів промислового та громадського застосування.
Інфільтратство (відгалуження від Сталкерства) — незаконне проникнення на закритті та робочі об'єкти промислового або військового застосування.
Дигериство (від анг. to dig — копати) — дослідження підземних комунікацій: теплотраси, колектори, дренажні системи. 
Руферство (від анг. roof — дах)  — лазіння по різним високо-екстремальним спорудам: дахи будинків, вишки, ЛЕП.
Ріветхед (від анг. rivethead — головка заклепки) — відвідування закинутих промислових об'єктів, прослуховування індустріальної музики.
Хуліганство — відкидання загальноприйнятих норм поведінки та порядку.
Кіберготи — готичні елементи одягу, прослуховування індустріальної музики, а також любов до жанру Кіберпанк у кіно та літературі.